# حملة إصلاح قانون المثلية الجنسية
كانت حملة إصلاح قانون المثلية الجنسية منظمة أنشئت كحملة لإلغاء تجريم المثلية في جمهورية أيرلندا وأيرلندا الشمالية في عقد 1970. كان أبرز قيادييها ديفيد نوريس، ومحاضر دراسات اللغة الإنجليزية في كلية الثالوث في دبلن، عالم جويسان وسيناتور في مجلس الشيوخ الأيرلندي منذ الثمانينيات وحتى الآن.

## التاريخ
أثناء عمله محاضرًا في كلية الثالوث في دبلن، أسس نوريس ومجموعة من الطلاب الآخرين «حركة التحرر الجنسي» (بالإنجليزية: Sexual Liberation Movement)‏ بشكل غير رسمي في عام 1974. لم تدم المنظمة طويلا، لكن اثنتين من المنظمات المنشقة التي نشأت في الحرم الجامعي هما «جمعية المثليين في جامعة دبلن» (بالإنجليزية: Dublin University Gay Society)‏، وهي أول طويلة منظمة جامعية لحقوق المثليين في أيرلندا، ومجموعة من طلاب القانون المعروفين باسم «حملة إصلاح قانون المثلية الجنسية».
وكانت أول مستشارة قانونية للمنظمة ماري ماك أليس، أستاذة القانون في كلية الثالوث في دبلن، ورئيسة أيرلندا في المستقبل؛ عملت كمستشارة قانونية من عام 1975 إلى عام 1979، عندما تركت منصب أستاذها المهني للانضمام إلى راديو وتلفزيون أيرلندا. وقد خلفتها في هذا الدور في الثمانينيات ماري روبنسون، أستاذة القانون السابقة وعضوة مجلس الشيوخ عن كلية ترينيتي في ذلك الوقت، والتي أصبحت فيما بعد أول امرأة رئيسة لأيرلندا.
رفع نوريس دعوى إلى المحكمة العالية الأيرلندية في عام 1980 طالباً إعلاناً بأن قانون الجرائم المرتكبة ضد الأشخاص 1861 والمادة 11 من قانون تعديل القانون الجنائي 1885 التي تجرّم السلوك المثلي لم تعد سارية منذ سن دستور أيرلندا. تنص المادة 50 من الدستور على أن القوانين التي سُنّت قبل الدستور والتي لا تتعارض معه لا تعد سارية. تمت خسارة القضية (نوريس ضد المدعي العام) لأسباب قانونية وتم تأييد قرار الخسارة في الاستئناف أمام المحكمة العليا في أيرلندا التي أشارت في حكمها إلى التعاليم الأخلاقية المسيحية واحتياجات المجتمع.
ثم رفع نوريس القضية في عام 1983 إلى المحكمة الأوروبية لحقوق الإنسان مدعياً أن القوانين الأيرلندية قد خرقت التزامات الدولة بموجب المادة 8 من اتفاقية حماية حقوق الإنسان والحريات الأساسية، فيما يتعلق باحترام الحياة الخاصة (نوريس ضد أيرلندا). في حكم صدر عام 1988، وجدت المحكمة أن القوانين الأيرلندية كانت تنتهك الاتفاقية وأمرت الدولة بدفع تكاليف لنوريس.
لم يتم اتخاذ أي إجراء إصلاحي من قبل حكومة رئيس الوزراء الأيرلندي تشارلز هوهي آنذاك. عندما خلفه ألبرت رينولدز كرئيس للوزراء في عام 1992، أعلن أن ذلك في مرتبة متأخرة في قائمة أولوياته. ومع ذلك، في ائتلافه اللاحق في حكومة فيانا فايل/حزب العمال، ونتيجة لضغط من حزب العمال، تم إصلاح القوانين من قبل وزيرة العدل، ماير غيوغيجان-كوين في عام 1993. ولوحظت لإصرارها على المساواة في السن القانونية للنشاط الجنسي. حيث تمت تسوستها بين المثليين جنسياً وبين المغايرين جنسياً على حد سواء.